# Petermannia cirrosa
Petermannia cirrosa F.Muell., 1860 è una pianta angiosperma dell'ordine Liliales. È l'unica specie nota del genere Petermannia F.Muell. e della famiglia Petermanniaceae Hutch..

## Distribuzione e habitat
Questa specie è un endemismo dell'Australia orientale (Nuovo Galles del Sud e Queensland).